# ابریکتوسور
ابریکتوسور (نام علمی: Abrictosaurus) (به معنی سوسمار مراقب)، یک دایناسور پرنده‌وَرَکی گیاه‌خوار مربوط به دوره ژوراسیک پیشین می‌باشد. این جانور ۲۰۰ تا ۱۹۰ میلیون سال پیش می‌زیسته که حدود ۲.۱ متر طول و ۴۳ کیلوگرم وزن داشت‌است. سنگوارهٔ ابریکتوسور از روی یک اسکلت و جمجمهای که در لسوتو در آفریقای جنوبی کشف شده‌است و در سال ۱۹۷۵ به وسیله جیمز هوپسون نام‌گذاری شد. گونه خاص این جنس ابریکتوسور کونسورس نام دارد.